# Línea del Sur

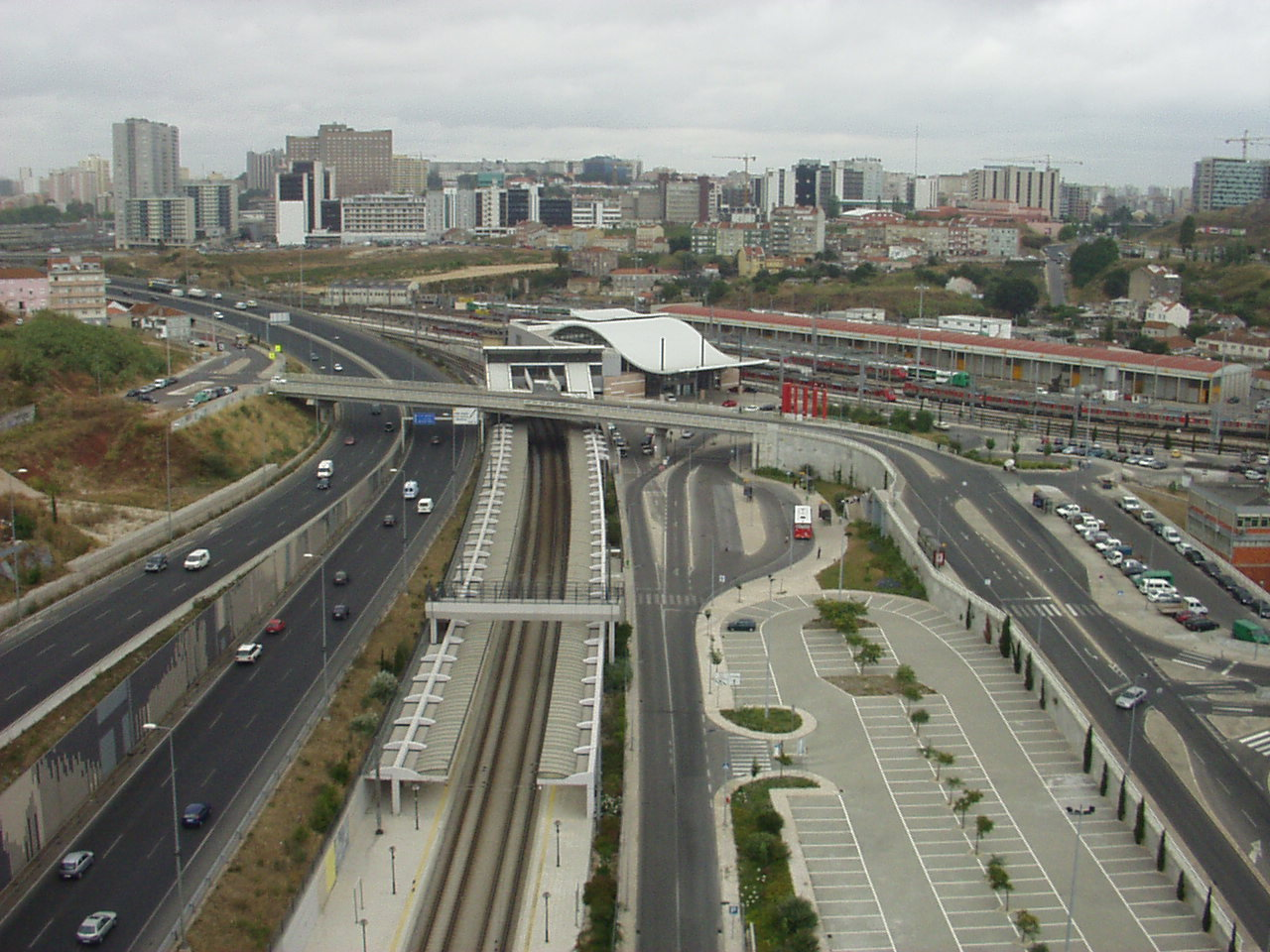
Estación de Campolide, PK 0 de la Línea del Sur.

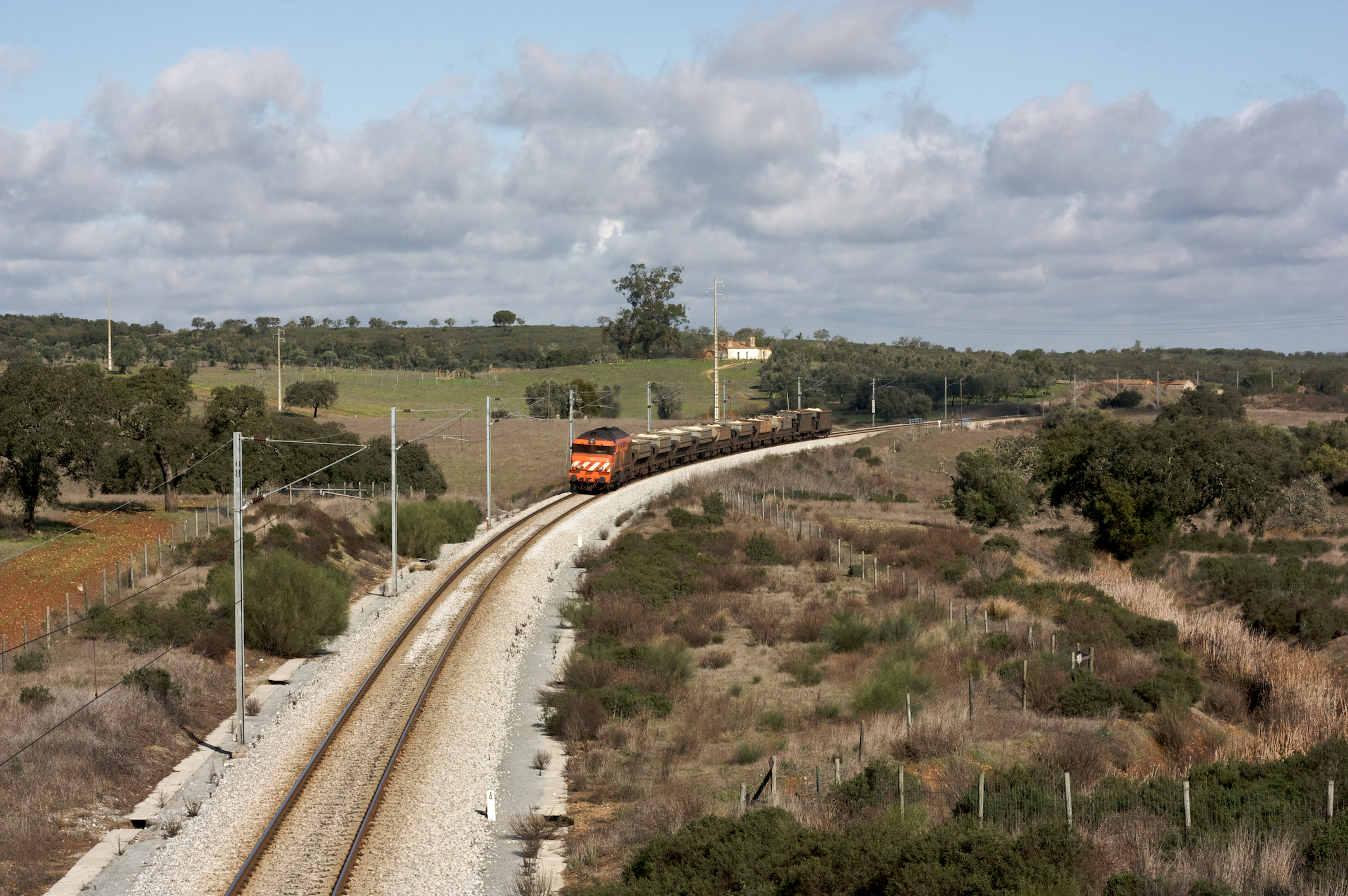
Línea del Sur, cerca de Azinheira dos Barros, en el ayuntamiento de Grândola.

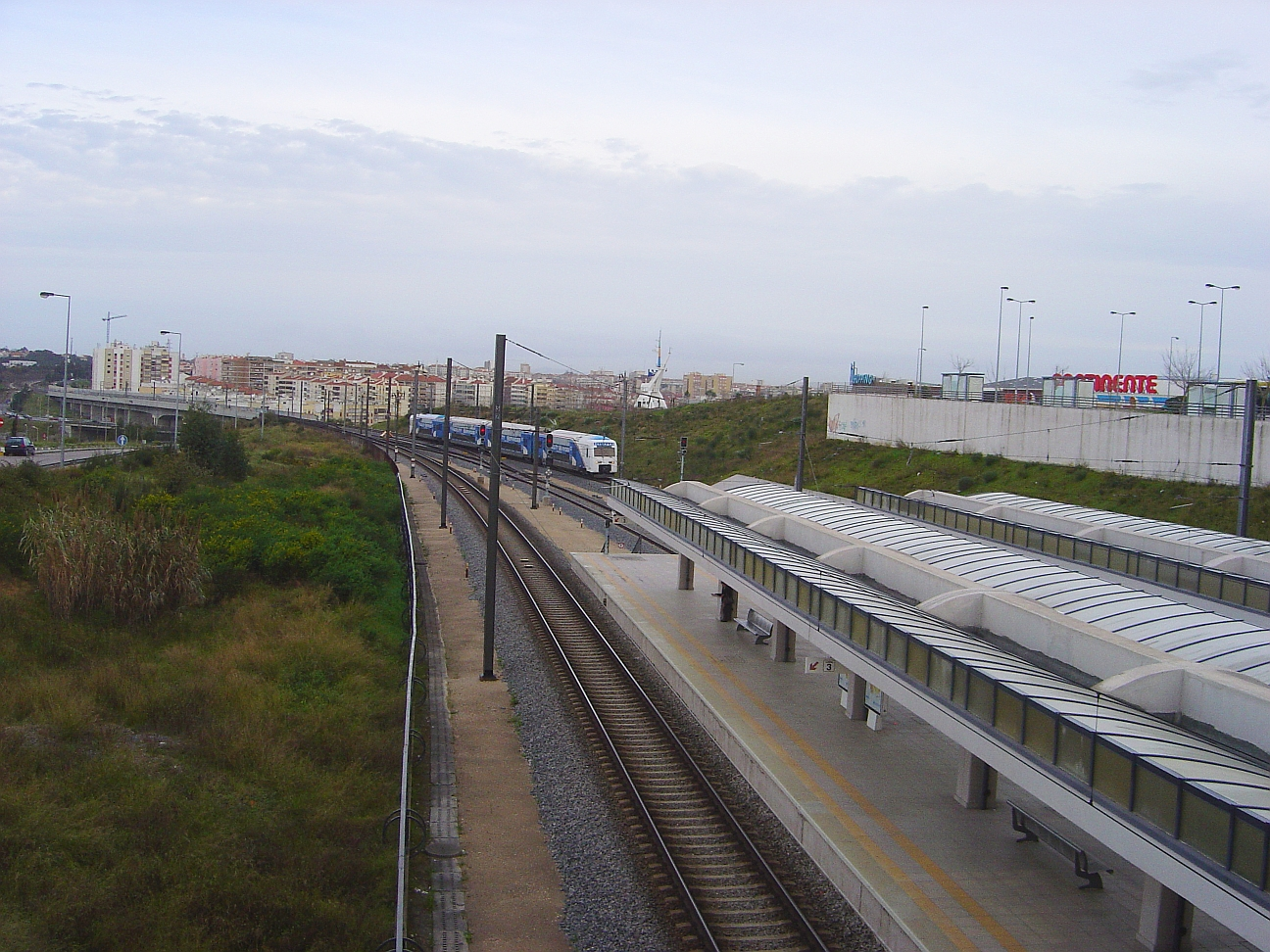
Comboi Fertagus en Fogueteiro.

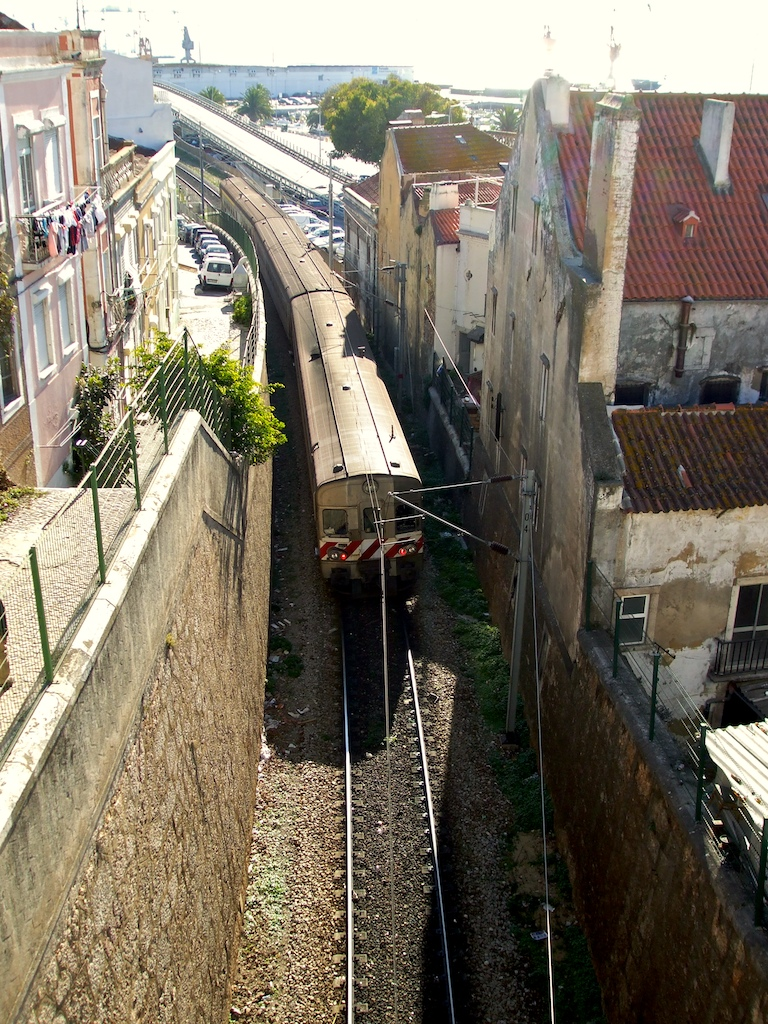
Comboi urbano 17264 (“Línea del Sado”: Playas del Sado A - Barreiro) de la CP Lisboa, entrando en el Túnel das Fontainhas, en la Línea del Sur.

La Línea del Sur es un ferrocarril portugués que une la estación de Campolide A, en Lisboa, a la estación de Tunes, en el Algarve, en una distancia total de 273,6 km.

## Características
Es la segunda línea ferroviaria más importante de Portugal, tras la Línea del Norte, uniendo Lisboa a Setúbal, y ambos al sur del país.

### Tráfico de pasajeros y material circulante
Entre Campolide y Setúbal existe un fuerte tráfico de trenes suburbanos explotados por una empresa privada, Fertagus, que tenían hasta finales de 2010 la concesión de este servicio. Los restantes servicios son a cargo de la compañía CP.
Fueron realizados, en esta línea, servicios urbanos entre Barreiro, Setúbal y Praias-Sado, remolcados por locomotoras de la CP Serie 1200; en octubre de 1992, estos trenes estaban siendo operados por locomotoras tipo CP Serie 1520. Las locomotoras de la clase 1200 también remolcaron servicios regionales entre Barreiro y Funcheira, utilizando la Línea del Sado.

### Tráfico de mercancías
Las estaciones de esta línea mantuvieron, a lo largo del siglo XX, un importante movimiento de carga con el Algarve y el Área Metropolitana de Lisboa, con predominancia en la Península de Setúbal; las estaciones de Santa Clara-Sabóia, Pereiras-Gare, São Marcos da Serra, Setúbal y Alvalade exportaban maderas y leña en grandes cantidades, mientras que Setúbal recibió, del Algarve, harinas, aceites y pescado, y aceite empaquetado. Otra estación de elevada importancia en términos de tráfico de mercancías fue São Bartolomeu de Messines, donde se centraba uno de los principales núcleos industriales de panificadoras en el Algarve. Por otro lado, esta conexión permitió un movimiento de mercancías más célebre entre el Algarve y el resto de Portugal, especialmente las áreas portuarias de Setúbal y Lisboa.

## Historia

### Antecedentes
Uno de los primeros proyectos ferroviarios en Portugal fue la presentación, en 1844, de una línea entre Lisboa y Alcácer do Sal, de modo que complementase las deficientes conexiones viarias y marítimas en esta región. El Ferrocarril del Sur tenía como objetivo unir las ciudades de Beja y Évora a Barreiro, donde existía un puerto fluvial con conexión a Lisboa; para su construcción, fueron contratadas dos compañías, siendo la Compañía Nacional de los Ferrocarriles al Sur del Tajo la responsable de la implementación de la vía férrea entre Barreiro y Vendas Novas, mientras que la Compañía del Sudeste debería continuar la línea a partir de Vendas Novas.

### Tramo entre Pinhal Novo y Setúbal
El primer tramo de lo que sería, en el futuro, la Línea del Sur, fue el Ramal de Setúbal, que era la conexión entre Pinhal Novo, en el Ferrocarril del Sur, y Setúbal, y que fue inaugurado el 1 de febrero de 1861, por la Compañía Nacional de Ferrocarriles al Sur del Tajo; este tramo fue construido, como todas las vías férreas de esta Compañía, en ancho de 1,44 metros. En el mismo año, la vinculación fue establecida hasta Vendas Novas, pero, debido a los diferentes anchos utilizados por ambas compañías, se generaban retenciones, pues impedía a las composiciones proseguir viaje, forzando el transbordo de pasajeros y mercancías. Para resolver este problema, el gobierno buscó unir las dos empresas en una sola, siendo la nueva compañía responsable de uniformizar los anchos y continuar las obras; la Compañía Nacional fue así adquirida por el estado a finales de 1861, teniendo los antiguos derechos y vendiendo el inmovilizado a la Compañía del Sudeste en 1864. Al año siguiente, esta empresa comenzó a modificar el ancho en las antiguas líneas de la Compañía Nacional, incluyendo el Ramal de Setúbal. Dos de los objetivos de esta empresa, a ser cumplidos en el plazo de 2 años, fueron construir la Estación de Pinhal Novo, y una nueva estación en Setúbal, en un local diferente del antiguo.

### Tramo entre Setúbal y Funcheira
En 1877, el ingeniero y político Sousa Brandão defendió la continuación de la línea de Setúbal hasta el Algarve, porque proporcionaba un viaje más rápido hasta esta región, a partir de Lisboa, mediante el Ferrocarril del Sur, que pasaba por Beja; por otro lado, esta línea sería de fácil construcción, comprobándose algunas dificultades en la transición del Esteiro de la Marateca, y pasaría por zonas de elevada producción forestal, minera y agrícola. El gobierno inició así la planificación de esta línea, abriéndose el concurso para su construcción por una ley del 29 de marzo de 1883, y otra ley, del 17 de septiembre, ordenó que el estado ejecutase la construcción del tramo entre la estación de Setúbal y el margen del Río Sado; esta prolongación fue autorizada por una ley del 14 de julio de 1899, siendo una ley, publicada el 12 de julio de 1901, la que aportase un presupuesto de 40.000$000 para auxiliar en el pago de las gastos de este proyecto, y facultaba a la alcaldía de Setúbal los medios para la preparación del terraplén, donde sería construida la estación fluvial.
La línea fue insertada en la clasificación realizada el 27 de noviembre de 1902, siendo su punto inicial determinado en Pinhal Novo, lo que provocó alguna polémica. Su construcción fue marcada en una propuesta de ley del 24 de abril del año siguiente, y la ley del 1 de julio estableció que el trazado debería pasar por las localidades de Setúbal y Alvalade, siendo su construcción ordenada por una ordenanza del 6 de octubre de 1903; la directriz de esta empresa fue determinada por una ordenanza del 19 de abril de 1904. En 1907, fue concluida la línea entre Setúbal y el margen del Río Sado, donde fue instalada una estación fluvial; una ley del 27 de octubre de 1909 ordenó que se continuase la línea hasta Garvão, abriéndose el concurso para el contrato general por un decreto del 6 de noviembre del mismo año. El proyecto de la variante entre Cachofarra y Gâmbia fue presentado por la Dirección de Sur y Sudeste de los Ferrocarriles del Estado  el 4 de  junio de 1912, siendo aprobado por una ordenanza del 14 de junio, que ordenó la construcción del tramo hasta Alcácer do Sal.
La construcción de la Línea del Sado se inició a partir de Garvão, el 11 de septiembre de 1911, habiendo entrado en servicio el tramo hasta Alvalade el 23 de agosto de 1914, hasta Lousal el 1 de agosto del año siguiente, Canal Caveira el 20 de septiembre de 1916, Grândola el 22 de octubre del mismo año, y hasta la estación provisional de Alcácer do Sal, en el margen Sur del Río Sado, el 14 de julio de 1918; la inserción definitiva con la Línea del Sur fue instalada en la Funcheira, a principios de 1919. La línea llegó al margen norte del Río Sado el 25 de mayo de 1920, siendo abierta la estación definitiva de Alcácer do Sal y extinta la plataforma provisional en la otra margen; la conexión se mantuvo hasta la inauguración del puente definitivo, el 1 de junio de 1925, a través de un puente de servicio, con muchas restricciones.

### Desastre del Rápido del Algarve
El 13 de septiembre de 1954, una composición descarriló entre el Apeadero de Pereiras y la Estación de Santa Clara - Sabóia, provocando entre 29 y 34 víctimas mortales y cerca de 50 heridos.

### sigloXXI
A finales de 2001, ya se estaban realizando los trabajos de modernización de esta línea, siendo entregadas a la empresa Ferrovias. En 2004 se concluyó una renovación integral y electrificación del ferrocarril entre Pinhal Novo y Tunes permitiendo en algunos tramos que los servicios Alfa Pendular alcanzaran velocidades de 220 km/h. Circulaban, así mismo, pesados convoyes carboneros de 2.200 toneladas.